# フレットナー・ローター子弾

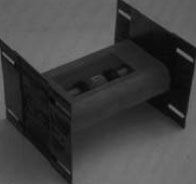
フレットナー・ローター子弾はアメリカ陸軍の制式にはならなかった弾薬である。

フレットナー・ローター子弾は、アメリカ合衆国の生物兵器の子弾である。これは量産に移行しなかった。本弾薬はマグナス効果を利用した直立形状のフレットナー・ローターを基にしており、気流の中で本体が回転すると推進力が働く。これは1960年代、アメリカ合衆国生物兵器計画の末期に開発された。

## 経緯
フレットナー・ローター生物兵器子弾は、1960年代にアメリカ陸軍により試験生産されたクラスター爆弾の子弾である。この頃にはアメリカの生物兵器計画は終期に近かった。この兵器が制式化や量産されたことはなかった。微生物学者・生物兵器設計者であるウィリアム・C・パトリック三世の1995年の発言では、「フレットナー・ローターはおそらく、微生物散布のためのより良好な装置の一種」だった。

## 構造
フレットナー・ローターは長さ7インチで翼が付いている。液体もしくは乾燥状態の病原体を運ぶことができ、ミサイルの弾頭やクラスター爆弾、ディスペンサーなどの子弾として使用できるよう設計されている。目標地域へ飛翔する際、フィンもしくは翼は遠心力によって展張するよう設計されており、子弾を安定させる。フレットナー・ローターの滑空角度は44度である。フレットナー・ローターは、単機のB-52が20,000平方kmの領域を病原菌で覆うことを可能とした。
フレットナー・ローターは遅動散布技術（DADT）信管を利用した。このタイプの信管は2種の機能を持つ。第一の機能は、特定の環境条件に会った時や、いじられた際に、内蔵式の信管がガス排出システムを作動させられることである。またこのDADT信管は、もし子弾が設計どおりに病原体を振りまくことに失敗した時、3日後に自爆する。自爆機構を組み込んだ信管は、通常の信管よりもかなり高価な物である。